# 完顏隈可
完顏隈可，亦作偎喝，金康宗烏雅束與次室僕散氏所生之子。母親僕散氏因坐事而早死。
完顏隈可有美髯須，勇健而有材略。隈可跟從太祖阿骨打討伐遼國，攻取甯江州，戰於出河店。天眷二年（1139年），授職驃騎上將軍，除迭魯苾撒糺詳隱，遷為忠順軍節度使、興平軍節度使。天德二年（1150年），入朝為大宗正丞。天德四年（1152年），出任為昭德軍節度使。以兄謀良虎孫喚端合紮謀克餘戶，授職上京路紮里瓜猛安所屬世襲謀克。改任德昌軍節度使，封廣平郡王。正隆二年（1157年），按例奪去王爵，改封為曷速館節度使，再改為忠順軍節度使。大定元年（1161年），世宗完顏雍即位，封隈可為宗國公，出任勸農使，於任內逝世，時年六十五歲。

## 延伸阅读
[在维基数据编辑]
 《金史/卷66》，出自脱脱《遼史》